# Безымянный (Якутия)
Безымя́нный (якут. Безымяннай) — опустевший посёлок городского типа, подчинённое администрации города Томмот Алданского района Якутии России. Входит в состав муниципального образования «Городское поселение город Томмот».
Расположен в 115 км к северо-востоку от улусного центра Алдана.

## История
Возник в связи с началом разработок месторождений золота и слюды, как база геологоразведочной партии.
Статус посёлка городского типа — с 1981 года.

## География
Село расположено на юге республики, на Алданском щите, в лесной местности, в 115 км к от улусного центра город Алдан.

## История
Согласно Закону Республики Саха (Якутия) от 30 ноября 2004 года N 173-З N 353-III пгт вошёл в образованное муниципальное образование «Городское поселение город Томмот».

## Население
| 1989 | 2002 | 2009 | 2010 | 2012 | 2013 | 2014 |
| ---- | ---- | ---- | ---- | ---- | ---- | ---- |
| 537  | ↘111 | ↘72  | ↘0   | →0   | →0   | →0   |
| 2015 | 2016 | 2017 | 2018 | 2018 | 2019 | 2020 |
| →0   | →0   | →0   | →0   | →0   | →0   | →0   |
| 2021 |      |      |      |      |      |      |
| →0   |      |      |      |      |      |      |

## Инфраструктура
Добыча и геологоразведка месторождений золота и слюды.

## Транспорт
Железнодорожный и автомобильный транспорт.